# لواء الحسا
لواء الحسا هو تقسيم إداري ثاني يتبع محافظة الطفيلة جنوب الأردن، مركزه مدينة الحسا. تأسس في عام 2001 ويضم مناطق الحسا والجرف والعالية ويبعد عن مركز محافظة الطفيلة حوالي 40 كم. يبلغ تعداد قاطنيه بحسب إحصائيات عام 2018 ما مقداره 11135 نسمة فيما تبلغ مساحة مركزه الإداري 952 كم مربعا.

## تاريخ المنطقة
يعد لواء الحسا من أقدم المناطق المأهولة بالسكان في الأردن، حيث تعاقبت عليها الامم المختلفة: ابتداء بالادوميين لانها كانت قريبة من منطقة بصيرا عاصمة مملكة الادميين، ثمخضعت المنطقة لحكم الانباط إلى ان جاء الرومان ثم انضمت المنطقة لهم بشكل كامل.
اما سمها السابق الاحساء، ويعني الرمل أو الحصى الصغير من بقايا البحر ثم خضعت للحكم الإسلامي بعد معركتي مؤتة واليرموك. حتى توافد عليها الكثير من أبناء البدو والبادية للرعي في اراضيها التي كان مشهود لها في المراعي والماء والقرب من سيلها المعروف سابقا باسم سيل الحسا.

## التقسيم الإداري
يضم هذا اللواء البلدات والمناطق التالية: الحسا، الجرف، والعالية.

## السكان
في عام 2020 وبحسب الاحصاءات العامة بلغ عدد سكان لواء الحسا 11590
| الحسا   | 4765 | 4382 | 9147  | 1689 |
| الجرف   | 1295 | 1148 | 2443  | 396  |
| المجموع | 6060 | 5530 | 11590 | 2085 |

## التمكين
بهدف تمكين وتطوير رلواء الحسا تم عقد عدد من الشراكات بين إدارة لواء الحسا وعدد من المنظمات الدولية. حيث وقع فريق التطوير المجتمعي في لواء الحسا مذكرة تفاهم مع مشروع (USAID) للمشاركة المجتمعية، لتنفيذ مشروع ” نحو مجتمع إيجابي وفاعل ” في لواء الحسا بالتعاون مع الصندوق الأردني الهاشمي ومركز شابات الحسا ومدرسة الحسا الثانوية للبنين. حيث ان المشروع سيعمل على تمتين التماسك المجتمعي من خلال تعزيز ثقافة المسؤولية المدنية، والتوجيه المهني في منطقة الحسا وتحسين البنية التحتية لتعزيز المشاركة المجتمعية.

## مؤسسات المجتمع المدني في لواء الحسا
- الجمعية التعاونية لمستخدمي شركة مناجم الفوسفات الحسا[7]
- الرياضة: نادي الحسا الرياضي (تأسس عام 1993) [8] والذي يعمل على تنمية وصقل المواهب الشبابية وتنمية روح التعاون والعمل الجماعي لدى الشباب ووضع برامج ثقافية واجتماعية وترفيهية والاهتمام بالمواهب الرياضية في جميع الالعاب وتنمية روح المواطنة الصالحة وخدمة الوطن وقيم الولاء والانتماء لدى الشباب وتبني المواهب الثقافية والرياضية وايجاد برامج لها وتعزيز العمل التطوعي لدى الشباب.[9]

## الثروات الطبيعية

### منجم الحسا
تم تأسيسه عام 1962 ويتبع شركة مناجم الفوسفات الأردنية وأول مشاريعها ويعمل بطاقة إنتاجية تقارب نصف مليون طن سنوياً. ينتج نوعين من الفوسفات:
- النوعية العادية التي تحتوي على (70/72، 68/70، 67/65) % ثلاثي فوسفات الكالسيوم،
- النوعية الثانية والتي تحتوي على (68/66) % من ثلاثي فوسفات الكالسيوم (TCP) وهذه يتم إرسالها إلى أجهزة رفع النسبة لتحسين نوعية الفوسفات فيها